# Ceratobunellus calcuttensis
Ceratobunellus calcuttensis is een hooiwagen uit de familie Sclerosomatidae.